# جاني أم بريء (فلم)
جاني أم بريء هو فيلم تلفزي مغربي من إخراج محمد لطفي سنة 2000، و بطولة كل من عزيز موهوب، نزهة الركراكي، عبد العالي الفيلالي، حفيظة المزميزي، وآخرين.

## القصة
من علاقة غير شرعية صارت «رشيدة» حاملا، وهي الفتاة العفيفة التي تتابع دراستها في سلك التعليم الثانوي، وبعدما اكتُشِف أمرها، ولإصلاح الخطأ ستُدبر والدة رشيدة مكيدة لتلفيق التهمة إلى شاب مستقيم اسمه سعيد، كان ينوي الزواج من رشيدة. عندها ستتعقد الأمور أكثر، بل سيكون على سعيد إثبات براءته من التهمة.